# Kis-homoksivatag
A Kis-homoksivatag (angolul Little Sandy Desert) Nyugat-Ausztráliában található sivatag a Nagy-homoksivatagtól délre és a Gibson-sivatagtól nyugatra. Területe 111 500 km².
A Great Northern Highwaytől keletre fekvő terület Newman településtől délre található, Wiluna városától mintegy 200 kilométernyire északra. Északi irányban a Karlamilyi Nemzeti Park található. 
Nevét a vele szomszédos Nagy-homoksivatagról kapta, mivel hasonló vidék, ám jóval kisebb területen fekszik. Mindkét sivatagot a Canning Stock Route szeli ketté. 
A Kis-homoksivatag Nyugat-Ausztrália egyik IBRA (Interim Biogeographic Regionalisation for Australia) régiója.
A vidéken a mandildjara népcsoport tagjai élnek.

## Fordítás
Ez a szócikk részben vagy egészben  a   Little Sandy Desert című angol Wikipédia-szócikk ezen változatának fordításán alapul.  Az eredeti cikk szerkesztőit annak laptörténete sorolja fel. Ez a jelzés csupán a megfogalmazás eredetét és a szerzői jogokat jelzi, nem szolgál a cikkben szereplő információk forrásmegjelöléseként.